# Ekgräddvaxskivling
Ekgräddvaxskivling (Hygrophorus penarioides) är en svampart som tillhör divisionen basidiesvampar, och som beskrevs av Jacobsson och Ellen Larsson. Ekgräddvaxskivling ingår i släktet Hygrophorus, och familjen Hygrophoraceae. Enligt den svenska rödlistan är arten sårbar i Sverige. Arten förekommer i Gotland, Öland och Götaland. Artens livsmiljö är skogslandskap, jordbrukslandskap.